# بی‌آر مالز
بی‌آر مالز (انگلیسی: BRMalls) شرکت املاک برزیلی است، که در سال ۲۰۰۶ تأسیس شد.